# 刚度矩阵
在有限元方法和弹簧系统分析中，刚度矩阵K是對稱半正定矩阵，其将胡克定律中的刚度推广为矩阵形式，描述了所有自由度之间的刚度，从而得到
{\displaystyle \mathbf {F} =-K\mathbf {x} }
其中F是力，x是位移矢量，而
{\displaystyle U={\frac {1}{2}}\;\mathbf {x} ^{\top }\!K\mathbf {x} }
是系统的总势能。
对于简单的弹簧网络，刚度矩阵是拉普拉斯矩阵（为实施牛顿第三定律），描述了自由度之间的连通图。对于非对角线上的元素{\displaystyle k_{ij}}，弹簧的负刚度将自由度i关联到j，例如
{\displaystyle K=\left({\begin{array}{rrrrrr}13&-1&0&0&-12&0\\-1&3&-1&0&-1&0\\0&-1&2&-1&0&0\\0&0&-1&3&-1&-1\\-12&-1&0&-1&14&0\\0&0&0&-1&0&1\\\end{array}}\right)}